# Sankt Fridolin

Glarus flagga med Sankt Fridolin

Sankt Fridolin (död omkring 540) var en irländsk munk som grundade klostret i Säckingen i Baden-Würtemberg. Fridolin kristnade även kantonen Glarus och återfinns på kantonens flagga och vapen. Festdag 6 mars i både romerska-katolska och ortodoxa kyrkan.
Asteroiden 3491 Fridolin är uppkallad efter honom.